# Roberto Morentin
Roberto Morentin Gutiérrez (Valladolid, 16 gennaio 1981) è un ex cestista spagnolo.

## Palmarès

### Squadra
- Copa Príncipe de Asturias: 2

Breogán: 2008
Melilla: 2010

### Individuale
- MVP Copa Príncipe de Asturias: 1

Breogán: 2008